# Райдо

Райдо

Райдо (англ. Raido, норв. Ræið) — п'ята руна германського Старшого (першого) Футарка та п'ята руна атта (аети) Фрейра та Фрейї. Назва руни означає «подорож», «колесо», «віз». Фонетично відповідає звуку [R].
Руна Райдо означає подорож, як у фізичному значенні, так і в переносному — подорож по життєвому шляху, зміни, еволюція, рух зірок по небу тощо. Також написання руни пов'язують із колісницею Тора або Фрейї та законом як у приземленому так і в метафізичному сенсі.
Вважалося, що руна Райдо допомагає у подорожах та судових справах.

## Кодування
| Unicode UTF-16   | U+16b1                        |
| назва по Unicode | RUNIC LETTER RAIDO RAD REID R |
| HTML             | &#5809;                       |